# Kayla Haneline
Kayla Haneline (* 4. Juli 1994 in Plattsmouth, Nebraska, Vereinigte Staaten) ist eine US-amerikanische Volleyballspielerin.

## Karriere
Haneline begann ihre Karriere an der Lourdes Catholic High School. Von 2012 bis 2016 studierte sie an der University of Northern Iowa und spielte in der Universitätsmannschaft Panthers. Nach ihrem Studium wechselte sie 2017 zum ungarischen Verein Vasas Óbuda Budapest. Danach ging sie nach Finnland, wo sie in der Saison 2018/19 für LP Kangasala spielte. Anschließend wechselte sie innerhalb der Liga zu LP Viesti Salo. 2020 wurde sie vom deutschen Bundesligisten Rote Raben Vilsbiburg verpflichtet, wechselte zur Saison 2021/22 zum VfB Suhl und unterzeichnete für die Saison 2022/23 einen Vertrag beim Dresdner SC.